# Дімельзе (комуна)
Дімельзе (нім. Diemelsee) — громада в Німеччині, знаходиться в землі Гессен. Підпорядковується адміністративному округу Кассель. Входить до складу району Вальдек-Франкенберг.
Площа — 121,7 км2. Населення становить 4711 ос. (станом на 31 грудня 2020).

## Географії

### Адміністративний поділ
Громада  складається з 13 районів:
- Адорф
- Бенкгаузен
- Вірміггаузен
- Герінггаузен
- Гібрінггаузен
- Дайсфельд
- Зудек
- Оттлар
- Ренегге
- Фасбек
- Флехтдорф
- Швайнсбюль
- Штормбрух